# 散水泉

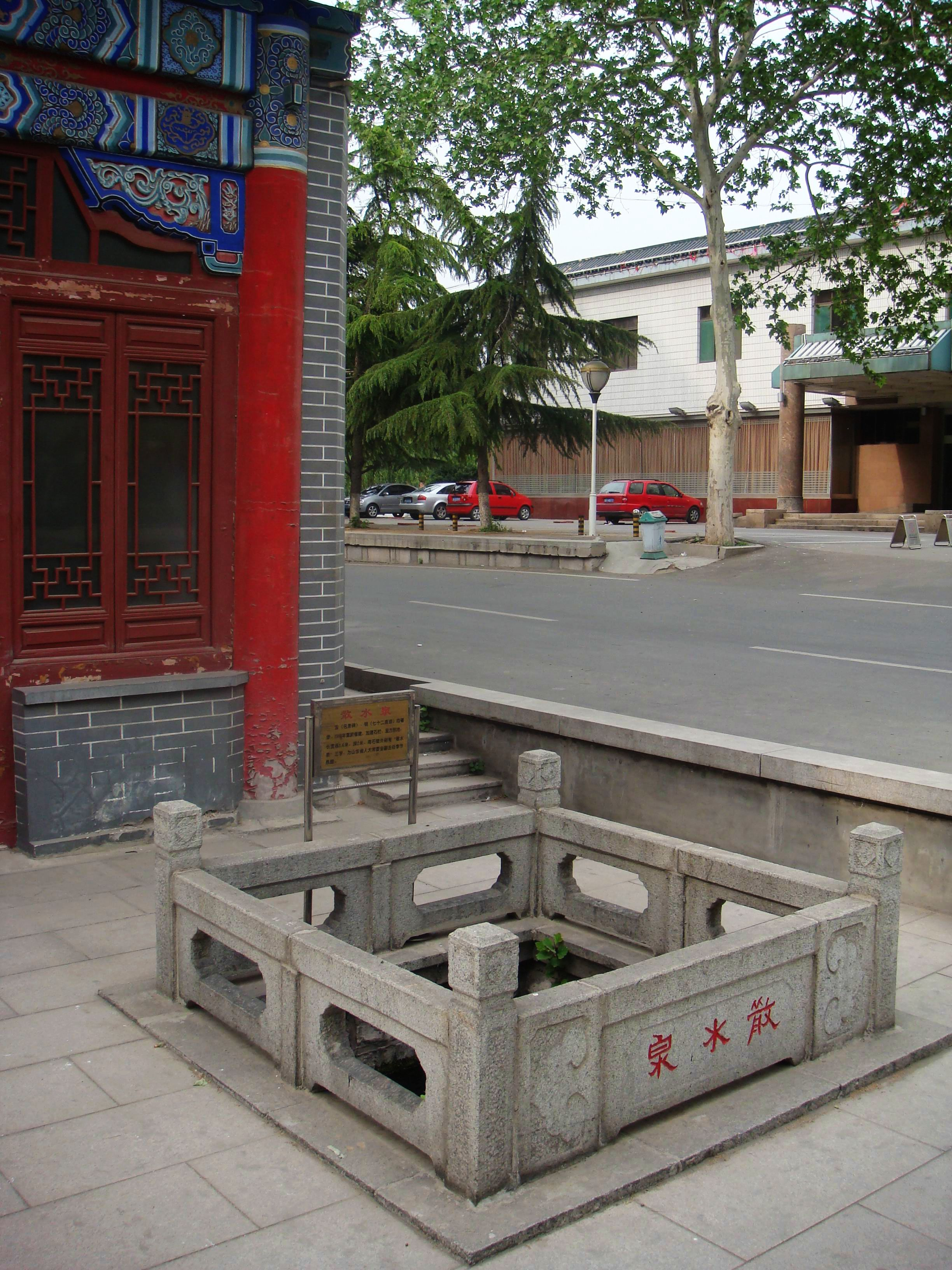
散水泉泉池，2010年5月

散水泉位于中国山东省济南市历下区泉城路院前街1号的山东省人大院内、清巡抚院署大堂旧址东南侧，西距珍珠泉约80米，因古时水势旺盛，泉水奋涌而出，水流旋回，聚而复散，且水色空明而得名。该泉为金代《名泉碑》和明代晏璧《七十二泉诗》所著录的济南七十二名泉之一，亦列入2004年4月评选的新七十二名泉中，隶属珍珠泉泉群。
该泉1981年重新以块石砌筑池岸，形成长、宽各1.6米，深2米的方形泉池，池周饰以石栏，其中南侧栏板上刻有李予昂题写的泉名。盛水期池内水清见底，晶莹碧透，但亦因管理缺失而难见其本来面目。